# К-553 «Генералиссимус Суворов»
К-553 «Генералиссимус Суворов» — российская атомная подводная лодка  (крейсер) стратегического назначения 4-го поколения. Шестой корабль проекта 955 «Борей» и третий, строящийся по модернизированному проекту 955А (09552) «Борей-А». Названа в честь русского военачальника Александра Васильевича Суворова.

## История строительства
Закладка ракетоносца состоялась 26 декабря 2014 года.Основной корпус корабля сформирован к концу 2015 года.
Передача АПЛ флоту изначально планировалась в 2022 году.
25 декабря 2021 года корабль выведен из эллинга и 11 января 2022 года спущен на воду, готовится к швартовным испытаниям. 20 июля 2022 года подлодка приступила к заводским ходовым испытаниям. 3 ноября 2022 года в рамках государственных испытаний осуществила успешный запуск баллистической ракеты.
21 декабря 2022 года министр обороны Сергей Шойгу сообщил, что АПЛ передана в состав ВМФ России. 29 декабря 2022 года на подлодке  торжественно поднят Андреевский флаг, после чего она вошла в состав ТОФ ВМФ России.

## История службы
С 31 августа по 16 сентября 2023 года корабль совершил межфлотский подлёдный переход и прибыл к месту постоянного базирования в Вилючинск на Камчатке, вошёл в состав 25-й дивизии подводных лодок Тихоокеанского флота.
11 сентября 2024 года К-553 вернулся в базу после 2,5-месячной боевой службы.

## Командир
- 2019 — 2023 (март) — капитан 1-го ранга Виктор Артёмов[12]